# Ruige aardrupsendoder
De ruige aardrupsendoder (Podalonia hirsuta) is een vliesvleugelig insect uit de familie van de langsteelgraafwespen (Sphecidae). De wetenschappelijke naam van de soort is voor het eerst geldig gepubliceerd in 1763 door Scopoli.
Podalonia hirsuta lijkt op de zandwespen (Ammophila). Het heeft een grote zwarte kop, een zwarte thorax, met een draadachtige taille (petiole). Het achterlijf is zwart met een roodoranje brede band.
De vrouwtjes maken hun nest door een hol te graven in een zanderig gebied. De prooien zijn over het algemeen grote, haarloze rupsen van motten (Noctuidae). In de verlamde rupsen leggen ze hun eieren.
De vluchtperiode loopt bij vrouwtjes van eind maart tot half september, terwijl mannetjes van juni tot september vliegen.